# Vitruvius (Mondkrater)
Vitruvius ist ein Einschlagkrater auf der nordöstlichen Mondvorderseite am Rand des Mare Serenitatis, südlich des Kraters Littrow (Mondkrater) und östlich von Dawes. Jenseits des im Norden gelegenen, nach dem Krater benannten Mons Vitruvius befindet sich die Landestelle von Apollo 17.
Der Kraterrand ist wenig erodiert, das Innere weist Spuren ausgedehnter Rutschungen auf.
| Buchstabe | Position           | Durchmesser | Link |
| --------- | ------------------ | ----------- | ---- |
| B         | 16,37° N, 32,96° O | 18 km       |      |
| G         | 13,89° N, 34,61° O | 5 km        |      |
| H         | 16,36° N, 33,8° O  | 22 km       |      |
| L         | 18,94° N, 30,69° O | 6 km        |      |
| M         | 16,12° N, 31,5° O  | 4 km        |      |
| T         | 17,06° N, 33,25° O | 14 km       |      |

Der Krater wurde 1935 von der IAU nach dem römischen Architekten Vitruv offiziell benannt.